# Metropolia Manizales
Metropolia Manizales – metropolia rzymskokatolicka w Kolumbii utworzona 14 grudnia 1974.

## Diecezje wchodzące w skład metropolii
- Archidiecezja Manizales
  - Diecezja Armenia
  - Diecezja La Dorada-Guaduas
  - Diecezja Pereira

## Biskupi
- Metropolita: abp José Miguel Gómez Rodríguez (od 2021) (Manizales)
- Sufragan: Carlos Arturo Quintero Gómez (od 2018) (Armenia)
- Sufragan: bp Hency Martínez Vargas (od 2019) (La Dorada)
- Sufragan: bp Rigoberto Corredor Bermúdez (od 2011) (Pereira)

## Główne świątynie metropolii
- Bazylika archikatedralna Matki Bożej Różańcowej w Manizales
- Bazylika Niepokalanego Poczęcia NMP w Salamina
- Bazylika Matki Boskiej Miłosiernej w Chinchiná
- Bazylika Matki Boskiej Zwycięskiej w Santa Rosa de Caba
- Katedra Niepokalanego Poczęcia NMP w Armenii
- Katedra Matki Boskiej z Góry Karmel w La Dorada
- Katedra św. Michała Archanioła w Guaduas
- Katedra Matki Boskiej z Pobreza w Pereira